# Efraim Frisch
Efraim Frisch (auch: Ephraim Frisch. Pseudonyme: Alain; Fabian; Florian; Erhard Frischauer; E. H. Gast; E. Lach; Victor Spectator; geboren 1. März 1873 in Stryj, Österreich-Ungarn; gestorben 26. November 1942 in Ascona) war ein österreichischer Schriftsteller.

## Leben
Efraim Frisch entstammte einer orthodoxen jüdischen Familie. Nachdem er 1894 in Brody die Reifeprüfung abgelegt hatte, begann er in Wien eine Ausbildung zum Rabbiner, die er jedoch nach kurzer Zeit abbrach. Er nahm ein Studium der Rechtswissenschaft an der Universität Wien auf, wechselte dann zu den Fächern Philosophie, Kunst- und Literaturgeschichte, die er von 1895 bis 1900 an der Universität Berlin, sowie zur Nationalökonomie, die er 1900 in Kiel studierte.
Ab 1900 lebte er als freier Schriftsteller in Berlin. Daneben arbeitete er als Lektor für die Verlage Cassirer, S. Fischer und Felix Bloch Erben. Er war befreundet mit Martin Buber und Christian Morgenstern, an dessen Zeitschrift Das Theater in Berlin er maßgeblich mitwirkte. 1902 heiratete er Fega Lifschitz. Von 1904 bis 1909 war er  Dramaturg an Max Reinhardts Deutschem Theater. 1912 zog er um nach München, wo er als Lektor für den Georg-Müller-Verlag tätig war. 1914 war er Mitbegründer der Kulturzeitschrift Der neue Merkur, die er bis 1916 und erneut von 1919 bis 1925 als Herausgeber betreute. Während des Ersten Weltkriegs leistete er seinen Kriegsdienst als Sanitäter.
In den 1920er Jahren schrieb Frisch bis 1923 Theaterkritiken für den Berliner Börsen-Courier und von 1925 bis 1930 Feuilletons für die Frankfurter Zeitung, daneben übersetzte er aus dem Französischen. Von 1929 bis 1933 lebte er wieder in Berlin, wo er von 1930 bis 1931 Literaturredakteur der Europäischen Revue  war. Frisch emigrierte nach der Machtergreifung der Nationalsozialisten 1933 in die Schweiz. Er lebte in Ascona, erhielt allerdings keine Arbeitserlaubnis und war gezwungen, seine Arbeiten unter diversen Pseudonymen in Schweizer Zeitungen und Zeitschriften sowie Organen der Exilpresse zu veröffentlichen. Seine wirtschaftliche Lage verschlechterte sich im Lauf der Jahre dramatisch, so dass er auf die finanzielle Unterstützung von Freunden und auf Stipendien der American Guild for German Cultural Freedom angewiesen war. Hinzu kamen gesundheitliche Probleme: Frisch litt ab 1939 unter einer Muskeldystrophie, die dazu führte, dass er ab 1941 auf einen Rollstuhl angewiesen war.
Frischs literarisches Werk umfasst Romane, Erzählungen und Essays. Daneben übersetzte er aus dem Französischen, Englischen, Polnischen und Jiddischen.

## Werke
als Autor
- Das Verlöbnis. Geschichte eines Knaben. Fischer-Verlag, Berlin 1902.
- Von der Kunst des Theaters. Ein Gespräch. Müller Verlag, München 1910.
- Zenobi. Roman. Fischer Taschenbuchverlag, Frankfurt am Main 1984, ISBN 3-596-25812-X (Nachdr. d. Ausg. Berlin 1927).
- Gedalje. Verein zur Förderung Jüdischer Kunst in der Schweiz, Zürich 1943.[1]
- Zum Verständnis des Geistigen. Essays (Veröffentlichungen der Deutschen Akademie für Sprache und Dichtung; Band 31). Verlag Schneider, Heidelberg 1963.

als Herausgeber
- Der Vorläufer. Kraus Repring, Nendeln 1970 (Nachdr. d. Ausg. München 1919).[2]
- Werden. Müller Verlag, München 1920 (auch enthalten in Der Vorläufer).[2]
- Russische Kritiker. Belinski, Dobroljubow, Pissarew. Drei Masken Verlag, München 1921.
- Johann Jacob Schudt: Von der Franckfurter Juden Vergangenheit. Schocken Verlag, Berlin 1934.[3]

als Übersetzer
- Jean Cocteau: Enfants terribles. Roman („Les enfants terribles“). Kiepenheuer, Berlin 1930 (zusammen mit Hans Kauders).
- Luc Durtain: Im vierzigsten Stock. Drei Novellen („Quarantième etage“). Insel-Verlag, Leipzig 1928.
- Jean Giraudoux: Bella. Ein Roman („Bella“). Insel-Verlag, Leipzig 1927.
- Jean Giraudoux: Eglantine. Roman („Eglantine“). Suhrkamp, Frankfurt am Main 11996, ISBN 3-518-01019-0 (Nachdr. d. Ausg. Leipzig 1928).
- Albert Mathiez: Die Französische Revolution („La Revolution Française“). EVA, Hamburg 1950 (Nachdr. d. Ausg. Zürich 1940).

1. 1950. 445 S.
2. 1950, S. 457–905.
3. 1950. 204 S.

- Mendele Moicher Sforim: Die Fahrten Binjamins des Dritten. Roman. Walter Verlag, Olten 1983, ISBN 3-530-56410-9 (Nachdr. d. Ausg. Berlin 1937).
- John B. Priestley: Englische Reise. Ein zwangloser aber wahrheitsgetreuer Bericht darüber, was ein Mann auf einer Reise durch England im Herbst des Jahres 1933 sah und hörte, fühlte und dachte („English Journey“). Fischer Verlag, Berlin 1934.
- André Siegfried: Die englische Krise („La crise britannique“). Fischer-Verlag, Berlin 1931.
- Andrzej Strug: Geschichte einer Bombe („Dzieje jednego pocisku“). Müller Verlag, München 1912.